# Adoração dos Pastores

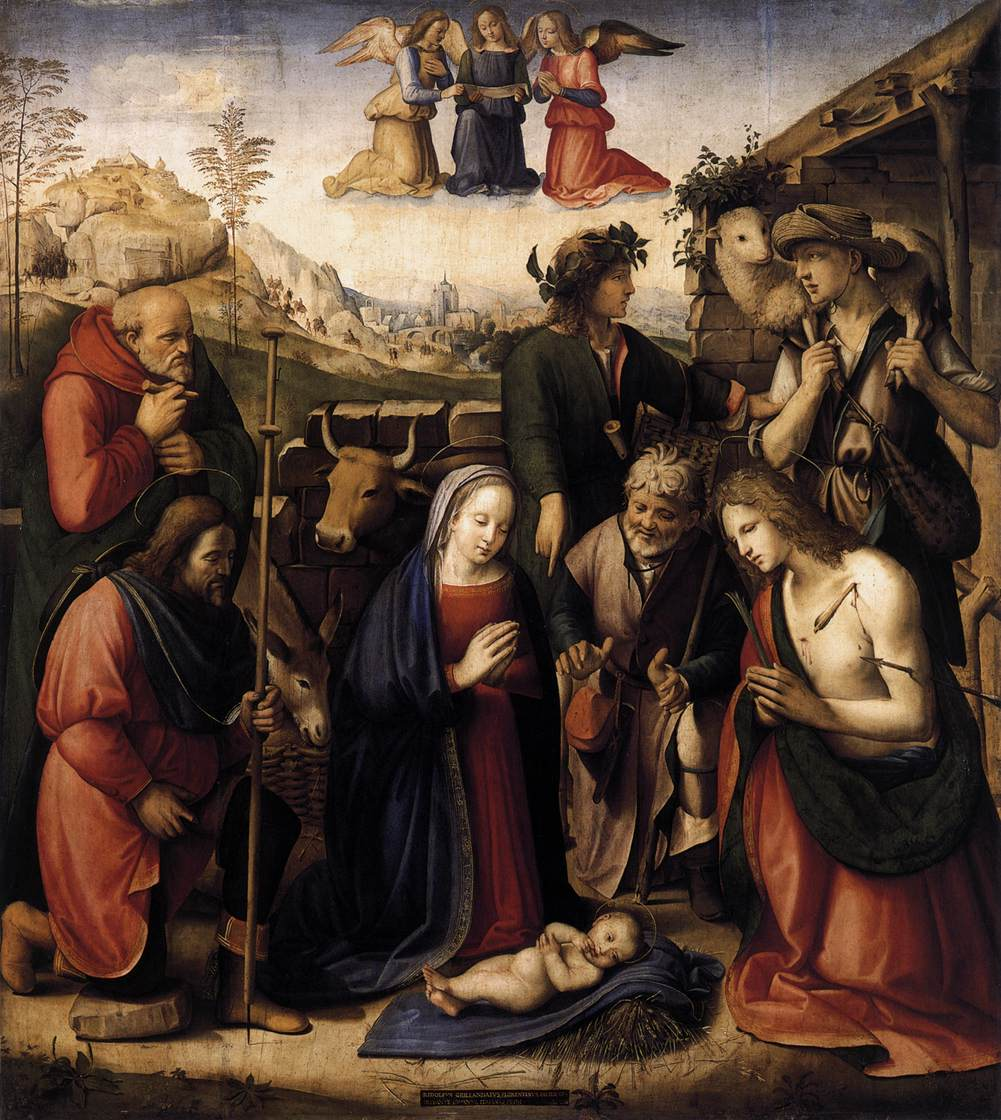
Adoração dos pastores.
Por Ghirlandaio, na Szépmûvészeti Múzeum, Budapeste, Hungria.

A Adoração dos Pastores é um dos episódios da Natividade de Jesus e um tema frequente na arte cristã, onde os pastores são testemunhas próximas do nascimento de Jesus em Belém. Ele geralmente aparece combinada com o episódio da Adoração dos Magos e, quando isso acontece, o nome mais comum para a cena é este último. A Anunciação aos Pastores, quando eles são convocados por um anjo para irem até o local do nascimento (em Lucas 2:8–15), é um tema distinto.

## Narrativa bíblica

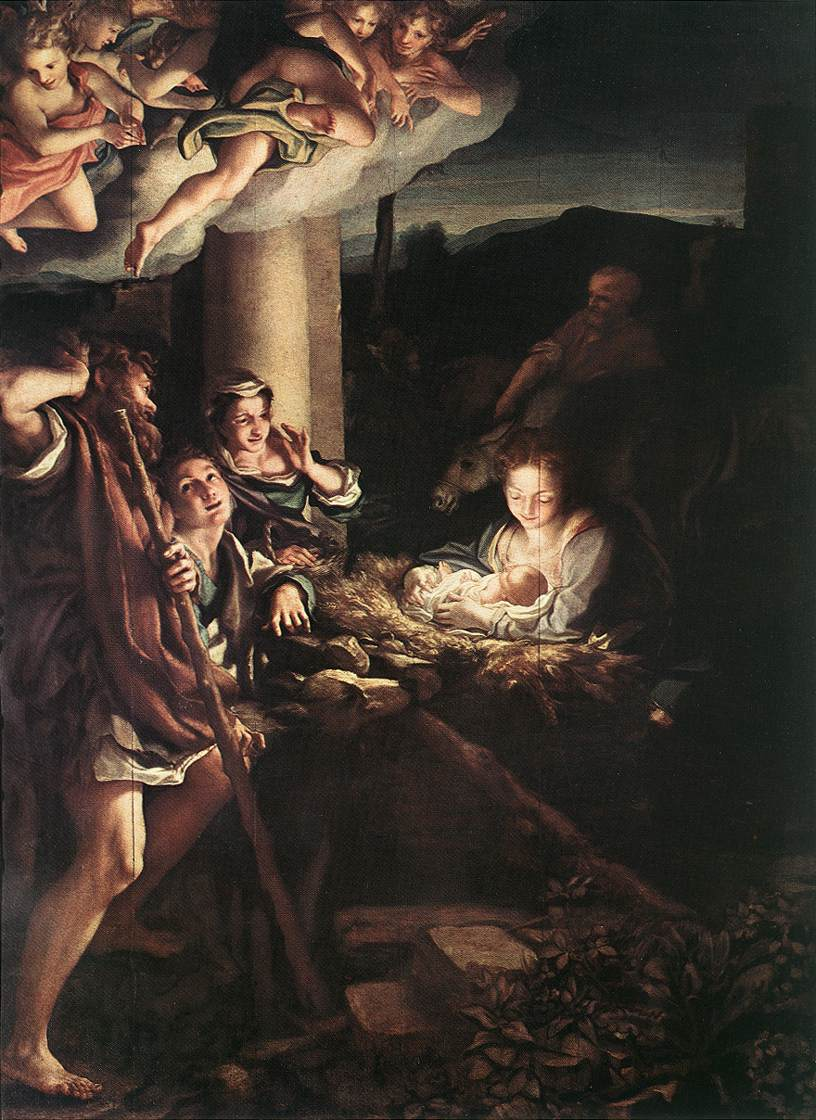
Adoração dos pastores.
Por Correggio, na Gemäldegalerie Alte Meister, em Dresden.

A Adoração dos Pastores é baseada no relato do Evangelho de Lucas (Lucas 2:16–20), não tendo sido relatado por nenhum dos outros evangelhos canônicos. A história começa com um anjo aparecendo para um grupo de pastores dizendo que «...nasceu na cidade de Davi um Salvador, que é Cristo Senhor» (Lucas 2:11), seguindo por outros que cantavam em coro "Glória a Deus nas alturas e paz na terra entre os homens a quem ele quer bem". Esta Anunciação aos Pastores é um tema distinto na arte cristã e é às vezes incluído nas cenas da Natividade como uma característica periférica (mesmo tendo ocorrido antes da Adoração propriamente dita), como na cena de Ghirlandaio (1485), onde ela pode ser vista no canto superior esquerdo.
Os pastores são então descritos como seguindo apressadamente para Belém para visitarem Jesus e contando a todos os que lhes havia sido revelado antes de retornarem para seus rebanhos. Eles adoram a Deus «por tudo quanto tinham ouvido e visto, como lhes fora anunciado.» (Lucas 2:20). Robert Gundry nota que a frase demonstra "o testemunho pessoal [dos pastores] com a revelação divina.".

## Arte

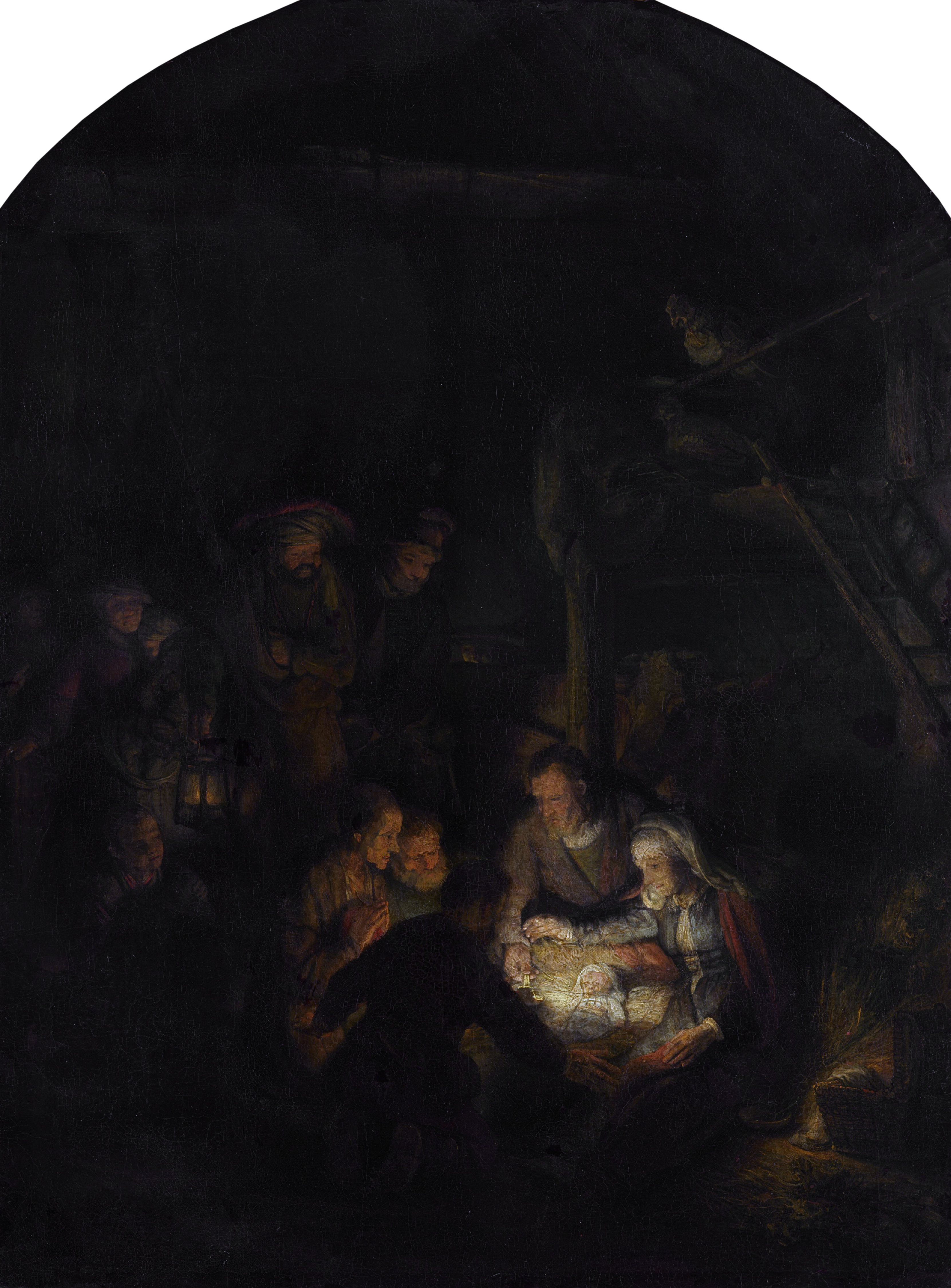
Adoração dos pastores.
Por Rembrandt, na National Gallery, em Londres.

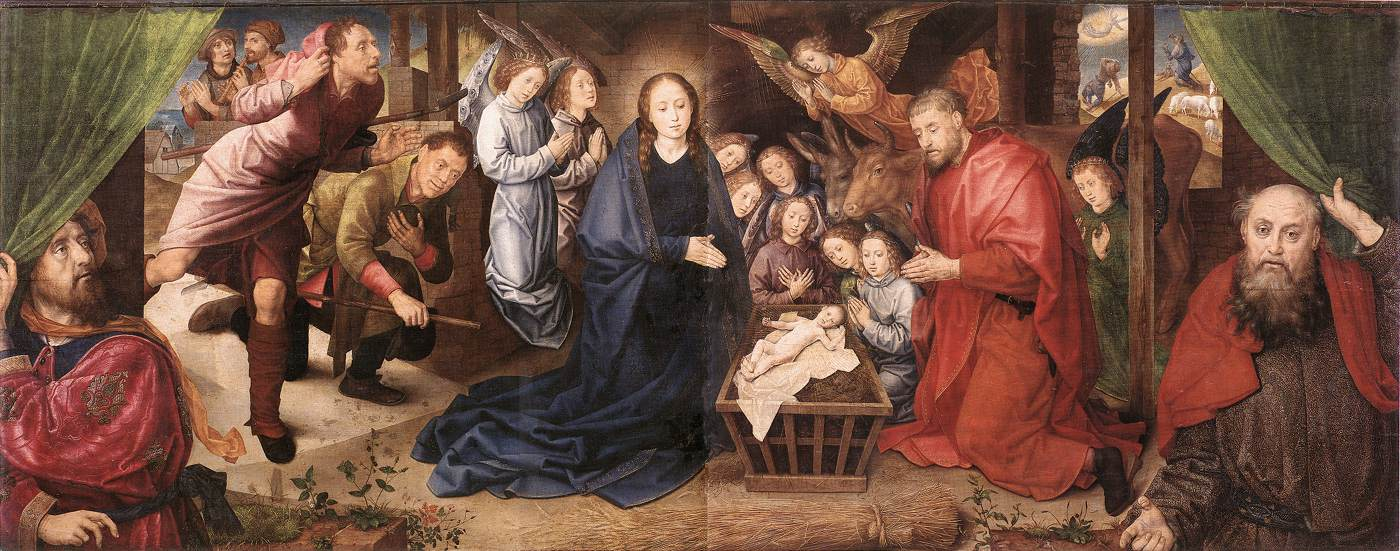
Adoração dos pastores.
Por Hugo van der Goes, na Gemäldegalerie, em Berlim.

A cena dos pastores visitando Belém é frequentemente combinada com a Adoração dos Magos numa única cena na arte cristã, o que produz uma composição balanceada, pois os dois grupos geralmente ocupam lados opostos da imagem, ao redor dos personagens principais, além de estar de acordo com a interpretação teológica do episódio, onde dois grupos, um judeu e outro gentio, representam os povos do mundo. Esta combinação apareceu pela primeira vez na Ampula de Monza, do século VI, feita na cidade bizantina de Palestina Prima.
Na arte renascentista, se inspirando na história clássica de Orfeu, os pastores por vezes são representados com instrumentos musicais nas mãos. Uma charmosa, ainda que atípica, miniatura na chamada La Flora Hours, em Nápoles, mostra os pastores tocando para o Menino Jesus, sob o olhar encantado da Virgem Maria.
Muitos artistas já trataram o tema da Adoração dos Pastores. Exemplos famosos incluem obras de:
- Caravaggio: Adoração dos Pastores, Museu Regional, em Messina.
- Gerard van Honthorst: Adoração dos Pastores, Museu Wallraf-Richartz, em Colônia.
- Giorgione: Adoração dos Pastores, Galeria Nacional de Arte, Washington, D.C..
- Giotto: Adoração dos Pastores, na Cappella degli Scrovegni, em Pádua.
- Hugo van der Goes: Tríptico Portinari, Galleria degli Uffizi, em Florença.
- El Greco: Adoração dos Pastores, no Museu do Prado, em Madrid.
- Georges de la Tour: Adoração dos Pastores, no Louvre, em Paris.
- Andrea Mantegna: Adoração dos Pastores, no Museu Metropolitano de Arte, em Nova Iorque.
- Bartolomé Esteban Murillo: Adoração dos Pastores, no Museu Hermitage, em São Petersburgo.
- Nicolas Poussin: Adoração dos Pastores, na Galeria Nacional, em Londres.